# Anneken Hendriks

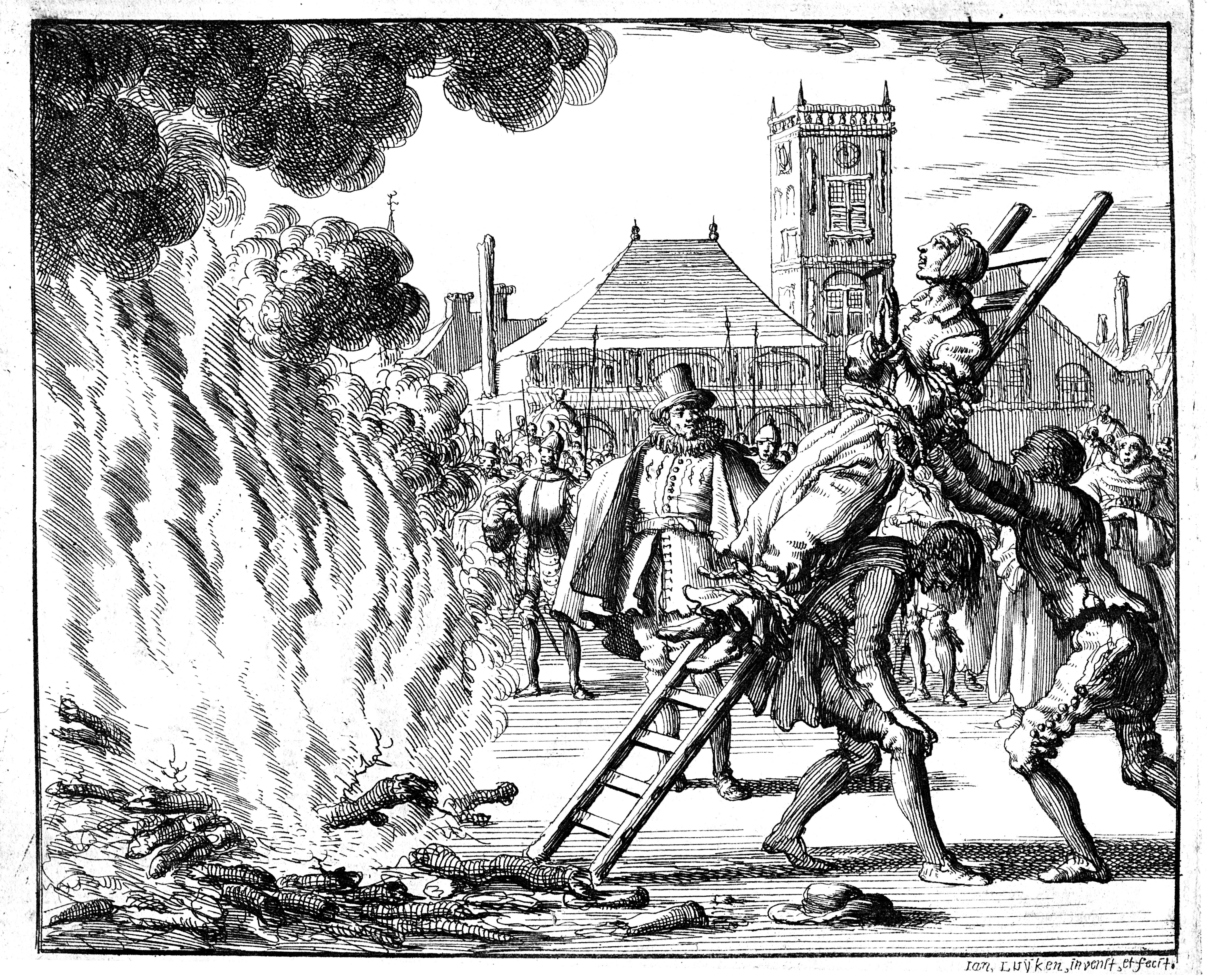
Ámsterdam 1571 Ejecución por fuego de la anabaptista neerlandesa Anneken Hendriks.
Grabado de Jan Luyken.

Anneken Hendriks (también llamada Anna Heyndriksdochter o Anneke de Vlaster; 1522 - 10 de noviembre de 1571, Ámsterdam) fue un ama de casa neerlandesa convertida al anabaptismo en 1552.
En octubre de 1571, cuando tenía 53 años, fue delatada en Ámsterdam por un vecino. Esto la llevó a ser interrogada, torturada (para intentar obtener el nombre de otros menonitas) y condenada a muerte.
La ejecución se llevó a cabo el 10 de noviembre y se ordenó al verdugo llenarle la boca de pólvora, atarla a una escalera y lanzarla de cara a un lecho de carbones ardientes. Su muerte fue ilustrada en un grabado en cobre de Jan Luyken y publicada en el Espejo de los Mártires.

## Literatura
- John S. Oyer, Robert S. Kreider. Märtyrerschicksale. Berichte über Täufer des 16. Jahrhunderts, die für ihren Glauben ihr Leben hingaben (Mártires de destino. Informes de anabaptistas del siglo XVI que dieron su vida por su fe.). Logos-Verlag, Lage 2002, ISBN 3-933828-84-8, p. 24f.